# Scraptia marginaticeps
Scraptia marginaticeps is een keversoort uit de familie bloemspartelkevers (Scraptiidae). De wetenschappelijke naam van de soort is voor het eerst geldig gepubliceerd in 1942 door Pic.